# 直指寺駅
直指寺駅（チクチサえき）は、大韓民国慶尚北道金泉市代項面徳田里にある、韓国鉄道公社（KORAIL）京釜線の駅。

## 駅構造
島式ホーム2面4線を有する地上駅。各ホームと駅舎とは構内踏切で連絡している。

## 駅周辺
- 直指寺
- 大龍初等学校
- 直指貯水池
- 直指文化公園

## 歴史
- 1925年11月1日 - 営業開始[1]。
- 1990年2月1日 - 配置簡易駅に格下げ。
- 1990年7月1日 - 乗車券が列車内で取り扱うようになる。
- 2007年6月1日 - 旅客取り扱い中止。

## 隣の駅
韓国鉄道公社　
京釜線（全列車通過）
新岩信号場 - 直指寺駅 - 金泉駅